# Mandy Wötzel
Mandy Wötzel (* 21. Juli 1973 in Karl-Marx-Stadt) ist eine ehemalige deutsche Eiskunstläuferin, die im Paarlauf für die DDR und Deutschland startete.

## Biografie

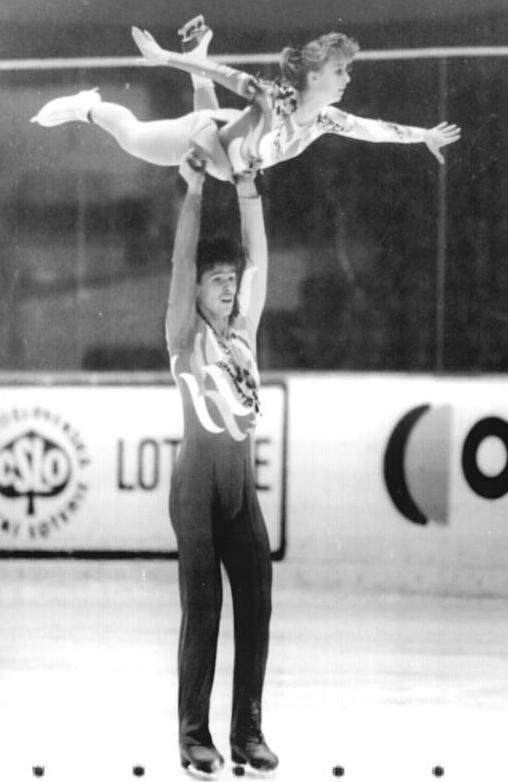
Axel Rauschenbach mit Mandy Wötzel, 1988

Mandy Wötzel begann als Kind mit dem Eiskunstlaufen. Sie startete zunächst für den SC Karl-Marx-Stadt, der nach der Wiedervereinigung zum SC Chemnitz wurde. Ihre Paarlauftrainerin war Monika Scheibe. 
Zunächst lief Wötzel mit Axel Rauschenbach. Sie wurden 1989 und 1990 die letzten Paarlaufmeister der DDR. Sie traten bei zwei Weltmeisterschaften und drei Europameisterschaften an. Ihre einzige Medaille dort errangen sie 1989 in Birmingham, als sie  hinter Larissa Selesnjowa und Oleg Makarow aus der Sowjetunion Vize-Europameister wurden. Ihre beste Platzierung bei Weltmeisterschaften war der siebte Platz 1990. 1991 wurden sie deutsche Meister. Die Olympischen Spiele 1992 in Albertville beendeten Wötzel und Rauschenbach auf dem achten Platz. 
Im Jahr 1989 wurde Wötzel beim Training von Rauschenbachs Schlittschuh am Kopf getroffen, als beide eine Pirouette parallel nebeneinander ausführten. Wötzel fiel ins Koma, musste für drei Monate ins Krankenhaus und versäumte ein halbes Schuljahr. Nach den Olympischen Spielen 1992 trennte sich das Eiskunstlaufpaar, da sich Rauschenbach dafür entschied, bei einer Bank zu arbeiten.
Ab 1992 trat sie mit Ingo Steuer an. 1993 wurden Wötzel und Steuer zum ersten Mal deutsche Meister. Bei der Europameisterschaft in Helsinki gewannen sie mit Silber ihre erste bedeutende internationale Medaille. Bei ihrer ersten Weltmeisterschaft wurden sie in Prag Vize-Weltmeister, hinter den Kanadiern Isabelle Brasseur und Lloyd Eisler. 1994 verpassten sie Medaillen, bei den Olympischen Spielen in Lillehammer mussten sie wegen einer Verletzung Wötzels aufgeben. In den Jahren 1995 bis 1997 gewannen Wötzel und Steuer die deutschen Paarlaufmeisterschaften. 1995 wurden sie in Dortmund Europameister. 1996 gewannen sie sowohl bei der Europameisterschaft als auch bei der Weltmeisterschaft die Silbermedaille. Im gleichen Jahr gewannen sie das Grand-Prix-Finale. Auch 1997 errangen sie bei der Europameisterschaft wieder die Silbermedaille. Bei der anschließenden Weltmeisterschaft feierten sie dann ihren größten Erfolg. In Lausanne wurden sie Weltmeister. Nach Saisonende mussten sich beide einer Knieoperation unterziehen. Ingo Steuer hatte außerdem noch einen Autounfall. Dennoch gewannen sie bei den Olympischen Spielen 1998 in Nagano die Bronzemedaille und erhielten das Silberne Lorbeerblatt. Danach beendeten Wötzel und Steuer ihre Amateurkarriere und wechselten zu den Profis. 
Im Herbst 2006 nahm Mandy Wötzel an der Fernsehshow Dancing on Ice teil. Ihr Partner dort war der Boxer Sven Ottke. 
Seit 2007 lebt Mandy Wötzel im australischen Melbourne. Sie ist verheiratet und arbeitet als Gärtnerin.

## Ergebnisse

### Paarlauf
(bis 1992 mit Axel Rauschenbach, ab 1993 mit Ingo Steuer)
| Wettbewerb / Jahr        | 1988 | 1989 | 1990 | 1991 | 1992 | 1993 | 1994 | 1995 | 1996 | 1997 | 1998 |
| ------------------------ | ---- | ---- | ---- | ---- | ---- | ---- | ---- | ---- | ---- | ---- | ---- |
| Olympische Winterspiele  | –    |      |      |      | 8.   |      | Z    |      |      |      | 3.   |
| Weltmeisterschaften      | 8.   |      | 7.   |      |      | 2.   | 4.   | 5.   | 2.   | 1.   |      |
| Europameisterschaften    | 5.   | 2.   |      | 5.   |      | 2.   | 5.   | 1.   | 2.   | 2.   |      |
| DDR-Meisterschaften      | 2.   | 1.   | 1.   |      |      |      |      |      |      |      |      |
| Deutsche Meisterschaften |      |      |      | 1.   | 2.   | 1.   |      | 1.   | 1.   | 1.   |      |